# Fútbol Playa en los Juegos Bolivarianos de Playa 2012
El torneo de fútbol playa en los Juegos Bolivarianos de Playa 2012 se desarrolló entre el 4 y 11 de noviembre. Participaron ocho selecciones nacionales que fueron divididas en dos grupos de cuatro integrantes para la primera ronda, los cuales jugaron todos contra todos. 
Terminada dicha ronda, dos equipos clasificaron para semifinales, en las que los vencedores decidieron el ganador de la medalla de oro y los vencidos la medalla de bronce. El escenario del evento era el Parque Temático de Deportes Miraflores, ubicado en playa los Delfines, Circuito de playas de la Costa Verde, en el Perú.

## Participantes
| Equipos participantes | Equipos participantes | Equipos participantes | Equipos participantes |
| --------------------- | --------------------- | --------------------- | --------------------- |
| Colombia              | El Salvador           | Paraguay              | República Dominicana  |
| Ecuador               | Guatemala             | Perú                  | Venezuela             |

## Calendario y resultados

### Primera fase

#### Grupo A
| Equipo               | Pts | PJ | PG | PG+ | PP | GF | GC | Dif |
| -------------------- | --- | -- | -- | --- | -- | -- | -- | --- |
| Paraguay             | 7   | 3  | 1  | 2   | 0  | 16 | 9  | 7   |
| Perú                 | 6   | 3  | 2  | 0   | 1  | 12 | 9  | 3   |
| Ecuador              | 3   | 3  | 1  | 0   | 2  | 17 | 14 | 3   |
| República Dominicana | 0   | 3  | 0  | 0   | 23 | 6  | 19 | -13 |

| 5 de noviembre | Perú                     | 4:2                       | República Dominicana | 17:00 h, Parque Temático de Deportes Miraflores, Miraflores, Perú |                          |
|                | Castro · Drago · Pajuelo | ( 1:0, 1:1, 2:1 ) Reporte | Victorino · Moreta   | Árbitro(s): José Navarro                                          | Árbitro(s): José Navarro |

| 5 de noviembre | Paraguay                               | 7:4 (3:0 t. s.)                | Ecuador                     | 20:00 h, Parque Temático de Deportes Miraflores, Miraflores, Perú |                             |
|                | Benítez · Barrientos · Zayas · Barreto | ( 1:0, 2:1, 1:3, 3:0 ) Reporte | Cedeño · Moreira · Gallegos | Árbitro(s): Óscar Velásquez                                       | Árbitro(s): Óscar Velásquez |

| 6 de noviembre | Perú                                | 4:3                       | Ecuador                     | 18:30 h, Parque Temático de Deportes Miraflores, Miraflores, Perú |                             |
|                | Moscoso · Castro · Zagaceta · Vidal | ( 1.1, 1:1, 2:1 ) Reporte | Gallegos · Moreira · Cedeño | Árbitro(s): Óscar Velásquez                                       | Árbitro(s): Óscar Velásquez |

| 6 de noviembre | República Dominicana | 1:5                       | Paraguay                                | 21:30 h, Parque Temático de Deportes Miraflores, Miraflores, Perú |                        |
|                | Morillo              | ( 0:2, 1:0, 0:3 ) Reporte | López · Echeverría · Amarilla · Barreto | Árbitro(s): José Ortiz                                            | Árbitro(s): José Ortiz |

| 7 de noviembre | Perú                             | 4:4 (0:0 t. s.)(1:2 p.)        | Paraguay                            | 18:30 h, Parque Temático de Deportes Miraflores, Miraflores, Perú |                          |
|                | Moscoso · Vidal · Drago · Castro | ( 1:2, 1:1, 2:1, 0:0 ) Reporte | Amarilla · Echeverría · Rivas (a.g) | Árbitro(s): José Navarro                                          | Árbitro(s): José Navarro |
|                |                                  | Tiros desde el punto penal     |                                     |                                                                   |                          |
|                | Castro · Vidal                   |                                | López · Echeverría                  |                                                                   |                          |

| 7 de noviembre | Ecuador                                                   | 10:3                      | República Dominicana | 21:30 h, Parque Temático de Deportes Miraflores, Miraflores, Perú |                               |
|                | Gallegos · Delgado · Moreira · Bailón · Cedeño · Cevallos | ( 2:1, 5:1, 3:1 ) Reporte | Berigueles ·         | Árbitro(s): Gustavo Domínguez                                     | Árbitro(s): Gustavo Domínguez |

#### Grupo B
| Equipo      | Pts | PJ | PG | PG+ | PP | GF | GC | Dif |
| ----------- | --- | -- | -- | --- | -- | -- | -- | --- |
| Venezuela   | 6   | 3  | 2  | 0   | 1  | 13 | 11 | 2   |
| El Salvador | 6   | 3  | 2  | 0   | 1  | 14 | 10 | 4   |
| Colombia    | 5   | 3  | 1  | 1   | 1  | 8  | 10 | -2  |
| Guatemala   | 0   | 3  | 0  | 0   | 3  | 5  | 9  | -4  |

| 5 de noviembre | Venezuela                                  | 4:4 (t. s.)(1:2 p.)            | Colombia                           | 18:30 h, Parque Temático de Deportes Miraflores, Miraflores, Perú |                        |
|                | Quintero · Landaeta · Fernández · Vaamonde | ( 1:1, 0:1, 2:1, 1:1 ) Reporte | Parra · Bolaño · Escárraga · Anaya | Árbitro(s): José Ortiz                                            | Árbitro(s): José Ortiz |
|                |                                            | Tiros desde el punto penal     |                                    |                                                                   |                        |
|                | Fernández · Longa                          |                                | Moshamer · Saavedra                |                                                                   |                        |

| 5 de noviembre | El Salvador               | 4:2                       | Guatemala         | 21,30 h, Parque Temático de Deportes Miraflores, Miraflores, Perú |                               |
|                | Ruiz · Velásquez · Torres | ( 1:1, 2:1, 1:0 ) Reporte | Suriano · Saenz · | Árbitro(s): Gustavo Domínguez                                     | Árbitro(s): Gustavo Domínguez |

| 6 de noviembre | Colombia             | 2:5                       | El Salvador                 | 17:00 h, Parque Temático de Deportes Miraflores, Miraflores, Perú |                        |
|                | Saavedra · Escárraga | ( 1:2, 1:0, 0:3 ) Reporte | Ruiz · Torres · Pérez (a.g) | Árbitro(s): José Ortiz                                            | Árbitro(s): José Ortiz |

| 6 de noviembre | Venezuela                   | 3:2                       | Guatemala     | 20:00 h, Parque Temático de Deportes Miraflores, Miraflores, Perú |                            |
|                | Vaamonde · Muñoz · Landaeta | ( 0:1, 1:1, 2:0 ) Reporte | Ávila · Morán | Árbitro(s): Javier Camacho                                        | Árbitro(s): Javier Camacho |

| 7 de noviembre | El Salvador                          | 5:6                       | Venezuela                                           | 17:00 h, Parque Temático de Deportes Miraflores, Miraflores, Perú |                               |
|                | Portillo · Velásquez · Ruiz · Torres | ( 1:0, 1:4, 3:2 ) Reporte | Vaamonde · Muñoz · Rodríguez · Fernández · Landaeta | Árbitro(s): Gustavo Domínguez                                     | Árbitro(s): Gustavo Domínguez |

| 7 de noviembre | Colombia | 2:1                       | Guatemala | 20:00 h, Parque Temático de Deportes Miraflores, Miraflores, Perú |                          |
|                | Pérez    | ( 1:0, 0:1, 1:0 ) Reporte | Polanco   | Árbitro(s): José Navarro                                          | Árbitro(s): José Navarro |

### Segunda fase

#### Semifinales
| 9 de noviembre | Paraguay                           | 7:5                       | El Salvador                   | 18:00 h, Parque Temático de Deportes Miraflores, Miraflores, Perú |                            |
|                | López · Zayas · Amarilla · Barreto | ( 1:1, 2:1, 4:3 ) Reporte | Robles · Velásquez · Membreño | Árbitro(s): Javier Camacho                                        | Árbitro(s): Javier Camacho |

| 9 de noviembre | Perú  | 1:2                       | Venezuela           | 19:30 h, Parque Temático de Deportes Miraflores, Miraflores, Perú |                        |
|                | Drago | ( 0:0, 0:0, 1:2 ) Reporte | Vaamonde · Quintero | Árbitro(s): José Ortiz                                            | Árbitro(s): José Ortiz |

#### Tercer lugar
| 10 de noviembre | El Salvador                    | 3:5                       | Perú                     | 18:00 h, Parque Temático de Deportes Miraflores, Miraflores, Perú |                          |
|                 | Robles · Hernández · Velásquez | ( 1:2, 1:2, 1:1 ) Reporte | Castro · Zagaceta · Mora | Árbitro(s): José Navarro                                          | Árbitro(s): José Navarro |

#### Final
| 10 de noviembre | Paraguay | 6:5 (t. s.) | Venezuela | Parque Temático de Deportes Miraflores, Miraflores, Perú |  |

## Medallero
| Evento    | Oro      | Plata     | Bronce |
| --------- | -------- | --------- | ------ |
| Masculino | Paraguay | Venezuela | Perú   |

## Goleadores
| Jugador            | Selección   | Anotado | Ast. | Pen. | PJ |
| ------------------ | ----------- | ------- | ---- | ---- | -- |
| Ángelo Castro      | Perú        | 7       | 0    | 0    | 4  |
| Alexander Vaamonde | Venezuela   | 5       | 0    | 0    | 5  |
| Juan López         | Paraguay    | 5       | 0    | 0    | 3  |
| Agustín Ruiz       | El Salvador | 5       | 0    | 0    | 3  |
| Frank Velásquez    | El Salvador | 5       | 0    | 0    | 4  |
| Cristian Gallegos  | Ecuador     | 4       | 0    | 0    | 3  |
| Segundo Moreira    | Ecuador     | 4       | 0    | 0    | 3  |
| Walter Torres      | El Salvador | 4       | 0    | 0    | 4  |
| Sebastián Amarilla | Paraguay    | 4       | 0    | 0    | 2  |
| Daniel Cedeño      | Ecuador     | 4       | 0    | 0    | 3  |

Fuente: Reportes de fútbol playa en los Juegos Bolivarianos de Lima 2012 (enlace roto disponible en Internet Archive; véase el historial, la primera versión y la última).